# Квензель, Конрад (астроном)
Конрад Квензель (швед. Conrad Quensel; 1676—1732) — шведский астроном.
В 1689 году начал обучение в Королевской академии Або, где в 1694 году защитил магистерскую диссертацию и в 1695 году стал доцентом, а в 1702 году — адъюнктом.
С декабря 1704 года — профессор математики в Пернове.
В 1728 году — член Упсальского научного общества.

## Семья
- Внук — Конрад Квензель, шведский энтомолог XVIII века